# Ctenogobius stigmaturus
Ctenogobius stigmaturus és una espècie de peix de la família dels gòbids i de l'ordre dels perciformes.

## Morfologia
- Els mascles poden assolir 6,5 cm de longitud total.[4][5]

## Hàbitat
És un peix de clima subtropical i demersal.

## Distribució geogràfica
Es troba a l'Atlàntic occidental central: sud de Florida, Puerto Rico, Cuba, Bermuda, Belize, Panamà i Guadalupe. És rar a les illes del Mar Carib.

## Observacions
És inofensiu per als humans.